# Nagyladna
Nagyladna (szlovákul: Veľká Lodina) község Szlovákiában, a Kassai kerület Kassa-környéki járásában.

## Fekvése
Kassától 23 km-re északnyugatra, a Hernád jobb partján fekszik.

## Története
1423-ban „Alsoladna” néven Zsigmond király oklevelében említik először. A 15. század elején Ladna három külön faluként (Felső- Közép- és Alsóladna) szerepel. 1427-ben tíz portát számláltak a faluban. 1440-ben I. Ulászló király Perényi Péternek és Jánosnak adományozta. 1491-ben már külön Kis- és Nagyladnaként említik.
A 18. század végén Vályi András így ír róla: „Kis, és Nagy Ladna. Két falu Sáros Várm. földes Urai mind a’ kettőnek Kassa Városa, lakosaik katolikusok, és másfélék, fekszenek Kassához egy mértföldnyire, földgyeik nagyobb részént jók, réttyeik kétszer kaszáltatnak, legelőjök, fájok elegendő van.”
Fényes Elek 1851-ben kiadott geográfiai szótárában így ír a faluról: „Nagy-Ladna, tót falu, Sáros vmegyében, a Hernád mellett, Kassához északra 2 mfdnyire, 408 kath. lak., nagy erdővel, paroch. templommal. F. u. Kassa városa.”
A trianoni diktátumig Sáros vármegye Lemesi járásához tartozott.

## Népessége
| Év:            | 1994. | 2004.    | 2014.   | 2024.    |
| -------------- | ----- | -------- | ------- | -------- |
| Emberek száma: | 226   | 253      | 274     | 321      |
| Eltérés:       |       | +11,94 % | +8,30 % | +17,15 % |

| Év:            | 2023. | 2024.   |
| -------------- | ----- | ------- |
| Emberek száma: | 318   | 321     |
| Eltérés:       |       | +0,94 % |

1910-ben 277, túlnyomórészt szlovák lakosa volt.
2001-ben 206 lakosából 199 szlovák volt.
2011-ben 253 lakosából 151 szlovák és 76 cigány.

## Nevezetességei
- Mindenszentek tiszteletére szentelt, római katolikus temploma.